# Vårbärfis
Vårbärfis (Holcostethus vernalis) tillhör familjen bärfisar. 

## Kännetecken
Vårbärfisen har en längd på mellan 8,5 och 10,5 millimeter. Den har en rödbrunaktig grundfärg och en bred skutell med gul spets. Antennerna är gulröda med svart inslag på de två yttersta antennlederna. Halssköldens framkant är gulvit.

## Levnadssätt
Vårbärfisen lever på många olika växter. De påträffas ofta i gläntor och skogsbryn. Larverna lever främst på att suga på olika örters frön och frukter. De fullvuxna kan även leva på buskar och träd. Liksom de flesta andra bärfisar så övervintrar de som fullvuxna som därför ses mest under våren och försommaren när parning och äggläggning äger rum, eller från mitten av augusti när den nya generationen börjar bli fullvuxen. Larverna ses från början av juli till början av september.

## Utbredning
Vårbärfisen är allmänt förekommande i Sverige från Skåne till Dalarna och har lokala förekomster längs med Norrlandskusten upp till Västerbotten. Den saknas i norra Svealand och i Norrlands inland.